# Metro van Kazan

Metrolijn

De metro van Kazan (Russisch: Казанский метрополитен; Tataars: Казан метрополитены, Qazan Metropolıteni) werd geopend op 27 augustus 2005, net op tijd voor de viering van het duizendjarige jubileum van de stad. Er is één lijn met 10 stations en een totale lengte van 15,8 kilometer. Deze eerste lijn ligt geheel op de linkeroever van de Kazanka en de Wolga en wordt in de planning als Tsentralnaja Linieja (Centrumlijn) aangeduid, hoewel de lijn officieel geen naam heeft. De metro van Kazan is het zevende metrosysteem van Rusland en het eerste in het land dat sinds de val van de Sovjet-Unie is geopend.

## Geschiedenis
Nadat al enkele andere grote steden in de Sovjet-Unie, waaronder Samara en Nizjni Novgorod, van een metro voorzien waren, kreeg ook de miljoenenstad Kazan behoefte aan een dergelijk vervoerssysteem. In 1986 ontwierp het stadsbestuur een netwerk van drie lijnen, die elkaar in centrum kruisen en aldus een driehoek vormen, een systeem zoals het in vele Sovjetsteden en ook in Praag is toegepast. De totale lengte van het ontworpen net bedroeg 46 kilometer.
De bouwwerkzaamheden begonnen echter pas na de val van de Sovjet-Unie, in 1997. Koste wat kost wilde men de metro openen vóór de viering van het duizendjarig bestaan van Kazan, waardoor een groot deel van het in heel Rusland beschikbare budget voor metrobouw voor Kazan werd aangewend.

## Tunnelbouw

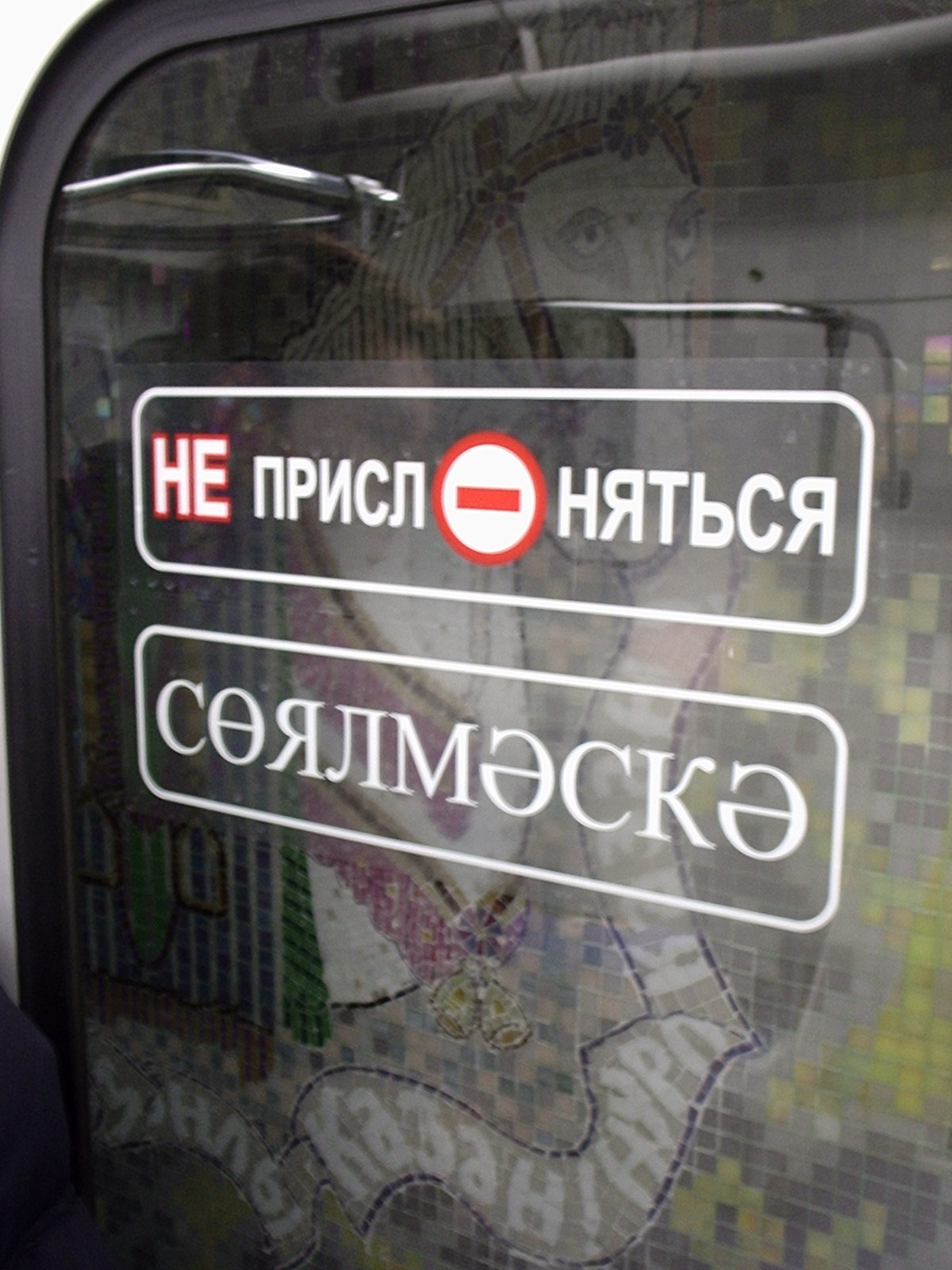
Opschrift in het Russisch en het Tataars ("Niet tegenaan leunen")

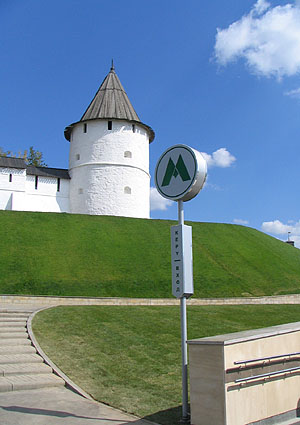
Ingang van station Kremljovskaja/Kreml, vlak bij het Kremlin

De tunnels werden hoofdzakelijk gegraven met moderne westerse schildboormachines met een doorsnede van 5,63 meter. Enkele korte stukken en alle vijf stations werden door middel van de openbouwmethode aangelegd. Station Ametjevo/Ämät is bovengronds gelegen, in een overdekt viaduct.

## Stations
De stations Gorki en Kremljovskaja/Kreml hebben een gewelfd plafond, de andere stations hebben een perronhal met zuilen. Alle stations beschikken over een eilandperron met uitgangen aan beide uiteinden. Station Ametjevo/Ämät is verbonden met het gelijknamige spoorwegstation, waar op voorstadstreinen (elektritsjka's) kan worden overgestapt.
Van noord naar zuid hebben de stations de volgende namen (stations in aanbouw tussen haken):
| Russisch (cyrillisch)  | Russisch (transcriptie)      | Tataars (cyrillisch)   | Tataars (Latijns)      |
| ---------------------- | ---------------------------- | ---------------------- | ---------------------- |
| Авиастроительная       | Aviastroitelnaja             | Авиатөзелеш            | Aviatözeleş            |
| Северный вокзал        | Severny vokzal               | Төньяк вокзалы         | Tönyaq vokzalı         |
| Яшьлек                 | Jasjlek                      | Яшьлек                 | Yäşlek                 |
| Козья Слобода          | Kozja Sloboda                | Кəҗə Бистəсе           | Käcä Bistäse           |
| Кремлёвская            | Kremljovskaja                | Кремль                 | Kreml                  |
| Площадь Габдуллы Тукая | Plosjtsjad Gabdoelly Toekaja | Габдулла Тукай мəйданы | Ğabdulla Tuqay mäydanı |
| Суконная Слобода       | Soekonnaja Sloboda           | Сукно Бистəсе          | Sukno Bistäse          |
| Аметьево               | Ametjevo                     | Əмəт                   | Ämät                   |
| Горки                  | Gorki                        | Горки                  | Gorki                  |
| Проспект Победы        | Prospekt Pobedy              | Җиңү Проспекты         | Ciñü Prospektı         |

## Rollend materieel

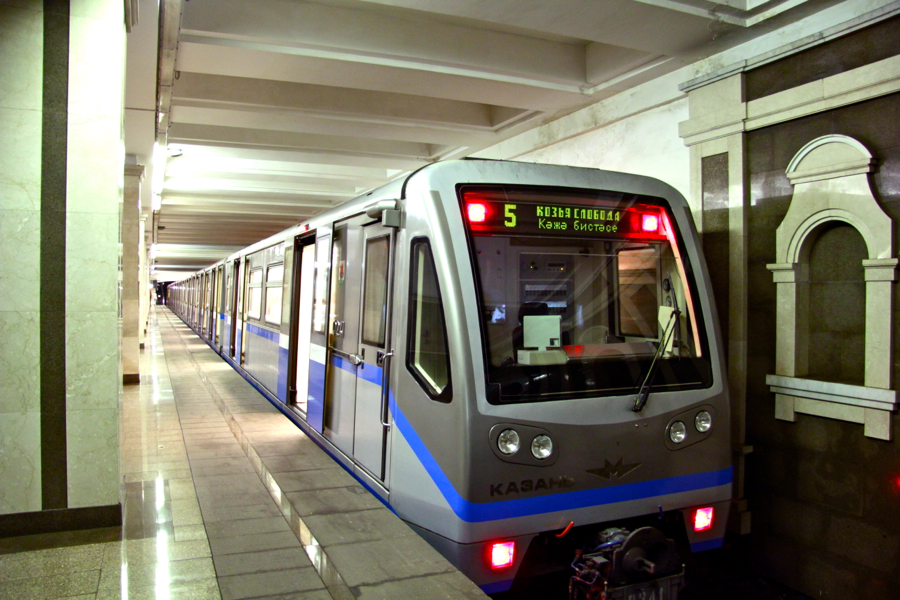
Trein Rusich

De treinen van de metro van Kazan zijn gebaseerd op het Sovjet-standaardtype 81-714 en werden in Sint-Petersburg gebouwd door Vagonmasj (Вагонмаш), in samenwerking met het Tsjechische Škoda.
De treinen bestaan uit vier rijtuigen die elk 250 personen kunnen vervoeren. De voeding bedraagt 825 V en geschiedt via een derde rail. In tegenstelling tot in andere Russische steden gebruikt materieel, beschikken de Kazanse metrotreinen over asynchrone motoren. De treinen worden automatisch bestuurd, waardoor er met enige aanpassingen ook zonder machinist gereden zou kunnen worden. De spoorwijdte is 1524 mm, zoals overal in Rusland.

## Praktische informatie
De reistijd tussen de eindpunten Kremljovskaja/Kreml en Gorki bedraagt 12 minuten. Treinen rijden met een frequentie van ongeveer eens per 7 minuten. De metro is geopend van 5 uur 's ochtends tot middernacht. De prijs van een rit bedraagt 7 roebel. De gemiddelde afstand tussen twee stations is 1925 meter. Stationsnamen worden zowel in het Russisch als het Tataars aangegeven, waarbij ook voor de Tataarse namen het cyrillische alfabet wordt gebruikt.

## Toekomst
Het totale geplande netwerk zal uit drie lijnen bestaan, met overstapmogelijkheden op vier punten (drie in het stadscentrum, één in het noorden). Voordat er nieuwe lijnen worden aangelegd, wordt echter eerst de Tsentralnaja-lijn aan beide uiteinden verlengd. Op de noordelijke rechteroever zijn voorlopig vijf stations gepland, in het zuiden is op korte termijn één extra station voorzien. Voor de noordelijke verlenging wordt een tunnel onder de rivier Kazanka aangelegd. Verdere uitbreiding tot Zavodskaja in het noordelijke industriegebied zal pas in het volgende decennium gerealiseerd worden, de luchthaven in het zuiden zal volgens officiële plannen pas in 2042 (!) bereikt worden.
De tweede lijn, Vokzalnaja (Stationslijn), zal van het centraal station via het stadscentrum naar het zuidoosten lopen, de geplande openingsdatum is 2018. Westelijke uitbreiding van deze lijn naar de overzijde van de Kazanka zal niet voor 2038 gereed zijn. De derde lijn, Privolzjsko-Savinovskaja (Wolga-Savinovolijn) is gepland van het noordwesten naar het zuiden van de stad. Het centrale tracé van deze lijn wordt wellicht in 2024 geopend.
Naast de drie lijnen die de basis van het netwerk vormen, bestaan er verdere langetermijnplannen die onder andere een ringlijn omvatten. Deze en diverse andere projecten worden als "lichte metro" aangeduid.